# Philip Kueber
Philip Thomas Kueber (17. november 1934 - 23. november 2009) var en canadisk roer.
Kueber var med i Canadas otter, der vandt sølv ved OL 1956 i Melbourne, kun besejret i finalen af USA. Australien sikrede sig bronzemedaljerne. Besætningen i canadiernes båd blev desuden udgjort af Bill McKerlich, Richard McClure, Robert Wilson, David Helliwell, Donald Pretty, Douglas McDonald, Lawrence West og styrmand Carlton Ogawa.
Kueber var, ligesom de øvrige medlemmer af canadiernes 1956-otter, studerende ved University of British Columbia i Vancouver.

## OL-medaljer
- 1956:  Sølv i otter